# Lewes (Delaware)
Lewes – miasto w Stanach Zjednoczonych, w stanie Delaware, w hrabstwie Sussex.